# Hemileius flagellatus
Hemileius flagellatus är en kvalsterart som först beskrevs av Sandór Mahunka 1985.  Hemileius flagellatus ingår i släktet Hemileius och familjen Hemileiidae. Inga underarter finns listade i Catalogue of Life.